# Al-Mulk

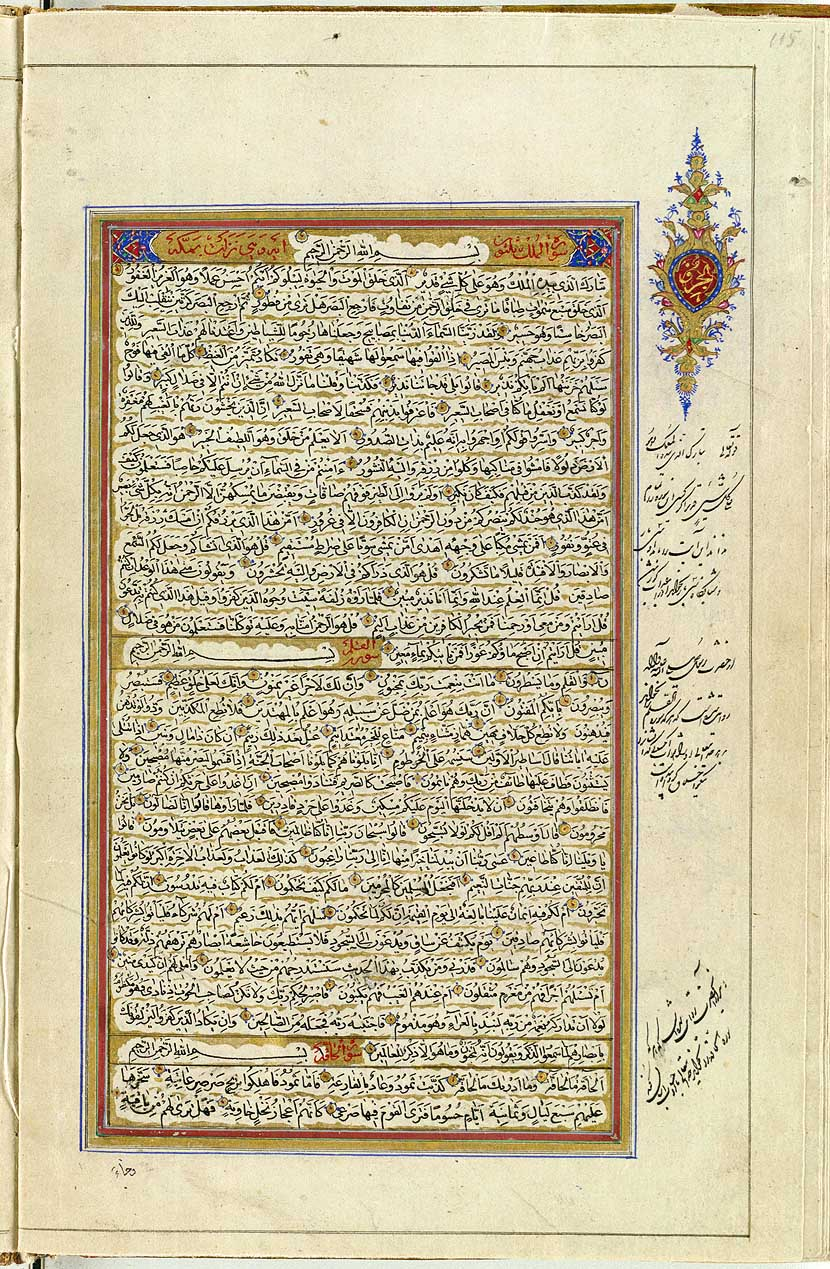
Digitalização de um Alcorão do ano de 1874

Al-Mulk “A Soberania” (do árabe: سورة الملك) é a sexagésima sétima sura do Alcorão e tem 30 ayats. O nome desta sura faz referência à Malik al Mulk "Aquele que tem toda a soberania" (em árabe: مالك الملك), um dos noventa e nove nomes de Alá.
O sura prega o infinito poder de Allah e dita que aqueles que rejeitarem os avisos dos profetas serão "companheiros do fogo eterno", significando que eles irão ser punidos no Inferno.
Foi dito em Hadith que o profeta Muhammad (salallahu alayhi wa sallam) disse que se em cada noite o Surat ul-Mulk foir recitado, então o recitante será protegido das torturas da tumba.